# Liste der Baudenkmäler in Augsburg-Bleich und Pfärrle
In der Liste der Baudenkmäler im Bleich und Pfärrle sind die Baudenkmäler im Augsburger Stadtbezirk Bleich und Pfärrle im
Planungsraum Innenstadt
(I)
aufgelistet. Zu diesen Baudenkmälern gibt es auch eine Bildersammlung.
Diese Liste ist eine Teilliste der Liste der Baudenkmäler in Augsburg. Grundlage der Liste ist die Bayerische Denkmalliste, die auf Basis des bayerischen Denkmalschutzgesetzes vom 1. Oktober 1973 erstmals erstellt wurde und seither durch das Bayerische Landesamt für Denkmalpflege geführt und aktualisiert wird. Die folgenden Angaben ersetzen nicht die rechtsverbindliche Auskunft der Denkmalschutzbehörde.

## Einzelbauwerke
| Lage                                                                       | Objekt | Beschreibung | Akten-Nr.                | Bild |
| -------------------------------------------------------------------------- | --- | --- | ------------------------ | --- |
| Äußeres Pfaffengäßchen 2 (Standort)                                        | Bürgerhaus | Dreigeschossiger Traufseitbau mit Satteldach und Empiredekoration, im Kern 16./17. Jahrhundert | D-7-61-000-3 Wikidata    | Bürgerhaus |
| Äußeres Pfaffengäßchen 7 (Standort)                                        | Bürgerhaus | Traufständiger Satteldachbau mit Zwerchgiebel und auf Konsolen gestützter Überschutz an westlicher Gebäudeecke, 16./17. Jahrhundert | D-7-61-000-4 Wikidata    | Bürgerhaus |
| Äußeres Pfaffengäßchen 23 (Standort)                                       | Klostergarten | Ehemaliger Garten der Karmeliter, seit 1851 von St. Stephan, zwischen Karmelitenmauer, Kleinem Karmelitengäßchen und Äußerem Pfaffengäßchen gelegenes Areal mit rechtwinkligem Wegenetz, vor 1626 Umfassungsmauer Achteckpavillon, in der Mitte des Gartens, nach Kriegszerstörung wieder aufgebaut Mariengrotte, am Ende der Querachse, 18. Jahrhundert                                                 | D-7-61-000-1203 Wikidata | weitere Bilder |
| Äußeres Pfaffengäßchen 23 (Standort)                                       | Wieselhaus | Dreigeschossiger Satteldachbau mit Pfeilerarkaden in den Obergeschossen der Ost- und Nordseite, um 1530 Gleichzeitiges Nebengebäude, erdgeschossig mit Satteldach, Mitte des 18. Jahrhunderts nach Westen erweitert. Ende 2013 bezog die Regio Augsburg Tourismus GmbH das Gebäude und richtete dort das Fugger und Welser Erlebnismuseum ein, das am 27. September 2014. eröffnet wurde.                | D-7-61-000-6 Wikidata    | weitere Bilder |
| Äußeres Pfaffengäßchen 24 (Standort)                                       | Bürgerhaus | Viergeschossiger Giebelbau mit Satteldach, 16./17. Jahrhundert Zweigeschossiges Rückgebäude, Pfeilerarkaden mit pilastergegliedertem Obergeschoss, erste Hälfte 17. Jahrhundert Nach Osten anschließend Halbgiebelhaus, zweigeschossiger Pultdachbau Teilstück der Nordmauer der Domstadt, 14. Jahrhundert, siehe Stadtbefestigung und Äußeres Pfaffengäßchen 6                                          | D-7-61-000-7 Wikidata    | Bürgerhaus |
| Äußeres Pfaffengäßchen 26 (Standort)                                       | Bürgerhaus | Viergeschossiger Giebelbau mit Satteldach und Ladeluke, 16./17. Jahrhundert eilstück der Nordmauer der Domstadt, 14. Jahrhundert, siehe Stadtbefestigung und Äußeres Pfaffengäßchen 6 | D-7-61-000-8 Wikidata    | Bürgerhaus |
| Äußeres Pfaffengäßchen 27 (Standort)                                       | Kleinhandwerkerhaus | schmaler zweigeschossiger Satteldachbau in städtebaulich wichtiger Ecklage, im Kern wohl Mitte 16. Jahrhundert, Erweiterung um 1600, Umbau wohl Mitte 18. Jahrhundert | D-7-61-000-1653          | Kleinhandwerkerhaus |
| Äußeres Pfaffengäßchen 30 (Standort)                                       | Relief | Madonna mit Kind von Engeln umgeben, um 1750; am Wohnhaus Teilstück der Nordmauer der Domstadt, 14. Jahrhundert, siehe Stadtbefestigung und Äußeres Pfaffengäßchen 6 | D-7-61-000-10 Wikidata   | Relief |
| Äußeres Pfaffengäßchen 42 (Standort)                                       | Ehemaliger Gasthof | Dreigeschossiger Satteldachbau mit neubarocker Schweifgiebelfassade zum Unteren Graben, um 1900 | D-7-61-000-12 Wikidata   | Ehemaliger Gasthof |
| Am Fischertor 10, Thommstraße 28 (Standort)                                | Fischertor | Dreigliedriger Walmdachbau mit zentraler korbbogiger Durchfahrt und seitlichen Durchgängen, anstelle des ehemals 1609 durch Elias Holl umgebauten Torbaus errichtet, 1924/25 Wohnblock, an das Fischertor angeschlossen, dreigeschossiger Traufseitbau mit Satteldach, Schweifgiebeln und Eckerker, in barockisierenden Formen, von Otto Holzer, 1923/24, siehe auch Springergäßchen 4, Stadtbefestigung | D-7-61-000-1000 Wikidata | weitere Bilder |
| Am Lueginsland 3 (Standort)                                                | Wohnhaus | Zweigeschossiger Traufseitbau mit Satteldach, 16./17. Jahrhundert | D-7-61-000-48 Wikidata   | Wohnhaus |
| Am Lueginsland 5 (Standort)                                                | Wohnhaus | Dreigeschossiger Giebelbau mit Satteldach und Tordurchfahrt, 16./17. Jahrhundert | D-7-61-000-49 Wikidata   | Wohnhaus |
| Am Lueginsland 7 (Standort)                                                | Wohnhaus | Kleiner, erdgeschossiger Satteldachbau, 16./17. Jahrhundert | D-7-61-000-50 Wikidata   | weitere Bilder |
| Beim Pfaffenkeller 10 a (Standort)                                         | Wohnhaus | zweigeschossiger, hufeisenförmiger Satteldachbau, Südflügel im Kern 16./17. Jahrhundert, im 18. Jahrhundert verändert, Nordflügel Teil des Langhauses der im Kern romanischen und im 15. Jahrhundert umgebauten Egidiuskapelle, beide Flügel im 19. Jahrhundert gemeinsam umgebaut und durch Zwischenbauten an die Stadtmauer angeschlossen                                                              | D-7-61-000-1466          | Wohnhaus |
| Frauentorstraße 2 (Standort)                                               | Ehemaliger Domherrenhof                                                                                                   | Dreigeschossiger Eckbau mit Satteldach und polygonalem Eckerker, im Kern 17. Jahrhundert | D-7-61-000-239 Wikidata  | Ehemaliger Domherrenhof                                                                                                   |
| Frauentorstraße 4, Nähe Mittleres Pfaffengäßchen (Standort)                | Ehemaliger Domherrenhof, später Bürgerhaus                                                                                | Ursprünglich zwei Giebelhäuser des 16./17. Jahrhundert, zusammenfassender dreigeschossiger Walmdachbau, um 1700 Stadel mit Schopfwalmdach, 16. Jahrhundert | D-7-61-000-241 Wikidata  | Ehemaliger Domherrenhof, später Bürgerhaus                                                                                |
| Frauentorstraße 8 (Standort)                                               | Ehemalige Dompropstei, jetzt Wohn- und Geschäftshaus                                                                      | Dreigeschossiger Eckbau in spätklassizistischen Formen, im Kern wohl 16./17. Jahrhundert, um 1886 Dahinterliegender Bau im Kern 16./17. Jahrhundert Teilstück der Nordmauer der Domstadt, 14. Jahrhundert, siehe Stadtbefestigung und Äußeres Pfaffengäßchen 6 | D-7-61-000-243 Wikidata  | Ehemalige Dompropstei, jetzt Wohn- und Geschäftshaus                                                                      |
| Frauentorstraße 12 (Standort)                                              | Bürgerhaus | Schmaler dreigeschossiger Giebelbau mit Satteldach, Schweifgiebel und Flacherker, im Kern 16./17. Jahrhundert, Fassade erste Hälfte 18. Jahrhundert | D-7-61-000-246 Wikidata  | Bürgerhaus |
| Frauentorstraße 18 (Standort)                                              | Wohn- und Geschäftshaus                                                                                                   | Dreigeschossiger Traufseitbau mit Satteldach und Zwerchhaus, im Kern 16./17. Jahrhundert, Fassade mit Gliederung des 18. Jahrhunderts | D-7-61-000-247 Wikidata  | Wohn- und Geschäftshaus                                                                                                   |
| Frauentorstraße 30 (Standort)                                              | Mozarthaus Augsburg | Dreigeschossiger Giebelbau mit Satteldach und geschweiftem Giebel, im Kern 16./17. Jahrhundert, Veränderungen im 19. Jahrhundert | D-7-61-000-251 Wikidata  | weitere Bilder |
| Frauentorstraße 32 (Standort)                                              | Ehemaliges Gasthaus Hohes Meer                                                                                            | Stattlicher viergeschossiger, giebelständiger Satteldachbau mit hohem Giebel über weit vorkragendem Gesims, Fassade von 1887, im Kern älter | D-7-61-000-252 Wikidata  | weitere Bilder |
| Frauentorstraße 34 (Standort)                                              | Bürgerhaus | Dreigeschossiger Giebelbau mit Satteldach und Aufzugsluken, 16./17. Jahrhundert | D-7-61-000-253 Wikidata  | Bürgerhaus |
| Frauentorstraße 36 (Standort)                                              | Bürgerhaus | Dreigeschossiger Traufseitbau mit Satteldach, Flacherker und gewölbter Tordurchfahrt, im Kern 16./17. Jahrhundert | D-7-61-000-254 Wikidata  | Bürgerhaus |
| Frauentorstraße 38 (Standort)                                              | Ehemaliges Gasthaus zum Weißen Ochsen                                                                                     | Aus zwei zweigeschossigen Giebelhäusern mit Satteldach bzw. Mansarddach bestehend, im Kern 16./17. Jahrhundert | D-7-61-000-255 Wikidata  | Ehemaliges Gasthaus zum Weißen Ochsen                                                                                     |
| Frauentorstraße 40 (Standort)                                              | Bürgerhaus | Zweigeschossiger Giebelbau mit Satteldach, im Kern 16./17. Jahrhundert, Ladeneinbauten Ende 19. Jahrhundert | D-7-61-000-256 Wikidata  | Bürgerhaus |
| Gallusplatz 9 a (Standort)                                                 | Gartenhaus | Zweigeschossiger, schmaler Walmdachbau, im Kern 17. Jahrhundert, verändert zweite Hälfte 18. Jahrhundert | D-7-61-000-301 Wikidata  | Gartenhaus |
| Georg-Haindl-Straße 11 (Standort)                                          | Stammhaus der Haindl’schen Papierfabriken                                                                                 | Zweigeschossiger spätklassizistischer Bau mit Mansardwalmdach und biedermeierlichem Stuckdekor, um 1790, Fassade 1882, Erweiterung nach Norden 1910/11 | D-7-61-000-318 Wikidata  | Stammhaus der Haindl’schen Papierfabriken                                                                                 |
| Herwartstraße 3 (Standort)                                                 | Mietshaus | Viergeschossiger Bau mit seitlichen Türmen, von Karl Albert Gollwitzer, 1878 | D-7-61-000-400 Wikidata  | weitere Bilder |
| Hoher Weg 18, Nähe Hoher Weg (Standort)                                    | Bischöfliches Palais, ehemalige Domkustodie                                                                               | Breitgelagerter zweigeschossiger Mansarddachbau, Mittelrisalit mit plastisch betontem Portal und mehrfach geschweiftem Giebel, seitliche Flacherker mit Volutengiebeln, von Franz Kleinhans, 1761, nordöstlich anschließender Flügel im Kern spätmittelalterlich Hauskapelle, neuromanischer Bau mit Fassadentürmchen, von Lorenz Hofmann, 19. Jahrhundert, im Garten                                    | D-7-61-000-427 Wikidata  | Bischöfliches Palais, ehemalige Domkustodie                                                                               |
| Hoher Weg 22 (Standort)                                                    | Ehemaliger Domherrenhof                                                                                                   | Hufeisenförmig um Innenhof gruppierte Anlage, Herrenhaus, giebelständiger zweigeschossiger Eckbau mit Satteldach, mit Gesindeflügel durch Mauer mit Tordurchfahrt verbunden, 16./17. Jahrhundert Figurengruppe, heilige Joachim und Maria, um 1670/80, an der westlichen Giebelfront in Nische im Garten                                                                                                 | D-7-61-000-428 Wikidata  | Ehemaliger Domherrenhof                                                                                                   |
| Hoher Weg 26 (Standort)                                                    | Ehemaliges Domherrenhaus                                                                                                  | Dreigeschossiger Walmdachbau mit rückseitigem Giebel, im Kern 16./17. Jahrhundert, Veränderungen 17./18. Jahrhundert | D-7-61-000-429 Wikidata  | Ehemaliges Domherrenhaus                                                                                                  |
| Hoher Weg 28 (Standort)                                                    | Ehemaliger Domherrenhof                                                                                                   | Dreigeschossiger Traufseitbau mit Mansarddach und hohem, geschweiftem Zwerchgiebel, im Kern 16./17. Jahrhundert, nachträglich erhöht, Fassade Neurokoko, um 1900 | D-7-61-000-430 Wikidata  | weitere Bilder |
| Hoher Weg 30 (Standort)                                                    | Pavillon | Barocker Mansarddachbau über polygonalem Grundriss, mit Fresko von Matthäus Günther, 18. Jahrhundert, im Garten | D-7-61-000-431 Wikidata  | Pavillon |
| Inneres Pfaffengäßchen 12 (Standort)                                       | Ehem. Domherrenhaus | Dreigeschossiger Traufseitbau mit Satteldach und hohem Eckerker, äußere Erscheinung neugotisch, zweite Hälfte 19. Jahrhundert, im Kern älter | D-7-61-000-473 Wikidata  | Ehem. Domherrenhaus |
| Karmelitengasse 1 (Standort)                                               | Wohn- und Geschäftshaus                                                                                                   | Stattlicher viergeschossiger, asymmetrisch gegliederter Eckbau mit Satteldach und polygonalem Eckerker, barockisierend, bezeichnet „1913“ | D-7-61-000-530 Wikidata  | Wohn- und Geschäftshaus                                                                                                   |
| Karmelitengasse 2 (Standort)                                               | Ehemaliges Domherrenhaus                                                                                                  | Schlichter zweigeschossiger Traufseitbau mit Satteldach und barockem Oberlichtgitter, 18. Jahrhundert | D-7-61-000-531 Wikidata  | weitere Bilder |
| Karmelitengasse 9 (Standort)                                               | Ehemaliges Cotta`sches Verlagshaus                                                                                        | Langgestreckter dreigeschossiger Mansarddachbau, mit Mittelgiebel und zwei Tordurchfahrten, von Johann Martin Pentenrieder, 1785 | D-7-61-000-532 Wikidata  | Ehemaliges Cotta`sches Verlagshaus                                                                                        |
| Karmelitengasse 11 (Standort)                                              | Bürgerhaus | Zweigeschossiger Traufseitbau mit hohem Satteldach, im Kern 16./17. Jahrhundert, Fassade 18. Jahrhundert | D-7-61-000-533 Wikidata  | Bürgerhaus |
| Karmelitengasse 12 (Standort)                                              | Ehemaliger Kornspeicher des Karmelitenklosters                                                                            | Mächtiger, dreigeschossiger Bau mit einseitig abgewalmtem Satteldach, im Kern spätmittelalterlich, Mitte des 17. Jahrhunderts erneuert, 1814 zum staatlichen Gefängnis umgebaut | D-7-61-000-1469 Wikidata | Ehemaliger Kornspeicher des Karmelitenklosters                                                                            |
| Karmelitengasse 12 (im Hof der Justizvollzugsanstalt) (Standort)           | St. Severin | Kleiner Saalbau mit eingezogenem Chor und westlichem Fassadenturm, im Kern gotischer Bau des 13. Jahrhunderts, spätgotisches Netzgewölbe zweite Hälfte 16. Jahrhundert, 1817 profaniert, 1969 wiederhergestellt | D-7-61-000-534           | weitere Bilder |
| Kleines Karmelitengäßchen 6 (Standort)                                     | St.-Afra-Heim, Altenheim des Sozialdienstes Katholischer Frauen e. V.                                                     | Dreigeschossiger Haupttrakt, dem Straßenverlauf entsprechend geschwungen, mit Satteldach und Gaubenreihe, Erdgeschoss durch Klinkerblendbogen gegliedert, nach Osten zwei asymmetrisch angelegte dreigeschossige Quertrakte mit Satteldach, in reduziert-historisierenden Formen, von Michael Kurz, 1927                                                                                                 | D-7-61-000-559 Wikidata  | St.-Afra-Heim, Altenheim des Sozialdienstes Katholischer Frauen e. V.                                                     |
| Kleines Karmelitengäßchen 10 (Standort)                                    | Bürgerhaus | Zweigeschossiger Giebelbau mit Satteldach und anschließendem zweigeschossigem Traufseithaus, 16./17. Jahrhundert | D-7-61-000-560 Wikidata  | Bürgerhaus |
| Kustosgäßchen 5 a, Kustosgäßchen 5 (Standort)                              | Domherrenhof | Wohnhaus mit Satteldach und polygonalem Eckerker, 16. Jahrhundert Ehemaliges Stall- und Remisengebäude, zweigeschossiger Satteldachbau mit Tordurchfahrt und Flacherker zur Gasse Hausgarten, um 1500 | D-7-61-000-601 Wikidata  | Domherrenhof |
| Mauerberg 28 (Standort)                                                    | Bürgerhaus | Eingeschossiger Mansarddachbau mit Schopf und abgeschrägter, an die alte Stadtmauer angelehnter Fassade, 18. Jahrhundert | D-7-61-000-637 Wikidata  | Bürgerhaus |
| Mittleres Pfaffengäßchen 12 (Standort)                                     | Architektenwohnhaus | Zweigeschossiger, teils verputzter Traufseitbau mit Satteldach, Außenwände Mauern einer ehemaligen Schulturnhalle, von Robert Pfaud, 1953–1954 | D-7-61-000-1443 Wikidata | Architektenwohnhaus |
| Mittleres Pfaffengäßchen 13 (Standort)                                     | Ehemaliges Domherrenhaus                                                                                                  | Dreigeschossiger Giebelbau mit Satteldach, im Kern 16. Jahrhundert | D-7-61-000-715 Wikidata  | Ehemaliges Domherrenhaus                                                                                                  |
| Mittleres Pfaffengäßchen 21 (Standort)                                     | Ehemaliges Domherrenhaus                                                                                                  | Zweigeschossiger Traufseitbau mit Satteldach und Überschutz, im Kern 16. Jahrhundert | D-7-61-000-716 Wikidata  | Ehemaliges Domherrenhaus                                                                                                  |
| Mittleres Pfaffengäßchen 23 (Standort)                                     | Ehemaliges Domherrenhaus                                                                                                  | Dreigeschossiger Giebelbau mit Satteldach, Flacherker und seitlichem Überschutz, im Kern 16. Jahrhundert | D-7-61-000-717 Wikidata  | Ehemaliges Domherrenhaus                                                                                                  |
| Mittleres Pfaffengäßchen 29 (an der Gartenmauer) (Standort)                | Pinien-Relief | Wohl 16. Jahrhundert | D-7-61-000-718 Wikidata  | Pinien-Relief |
| Nähe Bavousstraße (in der Grünanlage) (Standort)                           | Gusseisen-Brunnen | Um 1900 | D-7-61-000-1151          | Gusseisen-Brunnen |
| Nähe Gallusplatz (Standort)                                                | Ehemalige katholische Kirche St. Gallus, jetzt russisch-orthodoxe Kirche St. Gallus                                       | Kleine einschiffige, kreuzrippengewölbte Anlage mit eingezogenem Chor unter Tonnengewölbe, mit Dachreiter, im Kern 11. Jahrhundert, umgestaltet 1589, mit Ausstattung | D-7-61-000-302 Wikidata  | weitere Bilder |
| Nähe Gallusplatz (an der Stadtmauer bei der Schwedenstiege) (Standort)     | Steinerner Mann | Überlebensgroße Figur eines Gerüsteten über einer Volute, aus heterogenen Teilen zusammengefügt, Sandstein, wohl 16. Jahrhundert | D-7-61-000-1445 Wikidata | Steinerner Mann |
| Nähe Müllerstraße (in der Grünanlage) (Standort)                           | Gusseisen-Brunnen | Um 1900 | D-7-61-000-1204          | Gusseisen-Brunnen |
| Nähe Spenglergäßchen (bei Nr. 14) (Standort)                               | Gartenpavillon | Kleiner Zeltdachbau über polygonalem Grundriss, spätes 18. Jahrhundert | D-7-61-000-425 Wikidata  | Gartenpavillon |
| Nähe Unterer Graben (Standort)                                             | Venezianischer Brunnen | Von genuteten Säulen und Gebälk gerahmte Marmornische, Mitte 16. Jahrhundert, 1952 als Stiftung aufgestellt | D-7-61-000-928 Wikidata  | Venezianischer Brunnen |
| Neues Kautzengäßchen 8, Frauentorstraße 26, Karmelitengäßchen 9 (Standort) | Fragment des ehemaligen Klostergartens des Instituts der Englischen Fräulein, Gartenpavillon, sogenanntes Steinernes Haus | Kleiner Walmdachbau in der Hauptachse, 1689 Kerkerkapelle, kleiner Rechteckbau mit Satteldach und geschweiftem Giebel, 1735 Gartenmauer, wohl 17. Jahrhundert | D-7-61-000-1165 Wikidata | Fragment des ehemaligen Klostergartens des Instituts der Englischen Fräulein, Gartenpavillon, sogenanntes Steinernes Haus |
| Neues Kautzengäßchen 19 (Standort)                                         | Wohnhaus | Zweigeschossiger, traufständiger Mansarddachbau, zum ehemaligen Augsburger Zuckerhof gehörend, im Kern wohl 16. Jahrhundert, Mansarddach später | D-7-61-000-742 Wikidata  | weitere Bilder |
| Pfärrle 2 (Standort)                                                       | Bürgerhaus | Dreigeschossiger Satteldachbau in Ecklage mit polygonalem Eckerker und Wellengiebel, im Kern 16./17. Jahrhundert | D-7-61-000-781 Wikidata  | weitere Bilder |
| Pfärrle 18 (Standort)                                                      | Ehemalige Handwerkerhäuser                                                                                                | Gebäudegruppe aus zwei zweigeschossigen Giebelhäusern mit einem dritten rückwärtigen Giebel, Satteldachbauten, im Kern zweite Hälfte 15. Jahrhundert | D-7-61-000-782 Wikidata  | Ehemalige Handwerkerhäuser                                                                                                |
| Pfärrle 28 (Standort)                                                      | Wohnhaus | Dreigeschossiger Traufseitbau mit Satteldach, drittes Viertel 19. Jahrhundert | D-7-61-000-783 Wikidata  | Wohnhaus |
| Schwedenweg 8 (Standort)                                                   | Wohnhaus | Zwei- bzw. dreigeschossiger Mansarddachbau mit Schopf, reduziert-historisierend, von Sebastian Buchegger für sich selbst erbaut, 1903/04, westliche Hauswand mit Resten der Stadtmauer, siehe Springergäßchen 4, Stadtbefestigung | D-7-61-000-929 Wikidata  | weitere Bilder |
| Springergäßchen 2 (Standort)                                               | Bürgerhaus | Dreigeschossiger Giebelbau mit Satteldach, in der Höhe gestaffelt, 16. Jahrhundert, zugehöriger Rest der Stadtmauer, 15. Jahrhundert, siehe Springergäßchen 4, Stadtbefestigung | D-7-61-000-971 Wikidata  | Bürgerhaus |
| Springergäßchen 4 (Standort)                                               | Unterer Brunnenturm | Vierseitig mit fünf ausgebauten Wohngeschossen, oberer Abschluss Balustrade, 1406 errichtet, Umbau 1538 und vor 1626, innerer Ausbau 1737, zugehöriger Rest der Stadtmauer, 15. Jahrhundert, siehe Stadtbefestigung | D-7-61-000-972 Wikidata  | Unterer Brunnenturm |
| Springergäßchen 12 (Standort)                                              | Wohnhaus | Zweigeschossiger Satteldachbau mit hohem Kniestock und Balkonvorbau, unter Einbeziehung von Teilen der Stadtbefestigung und eines Schalenturms um 1880/90 erbaut | D-7-61-000-974 Wikidata  | Wohnhaus |
| Stephansplatz 6 (Standort)                                                 | St. Stephan, ehemalige Damenstiftskirche, jetzt Benediktinerstiftskirche St. Stephan                                      | Saalbau mit eingezogenem Chor und nördlichem Turm, Turm 1619 von Karl Dietz, vom Kirchenneubau von 1755/57 nach Kriegszerstörung 1944 nur die Umfassungsmauern erhalten, Wiederaufbau und Ausgestaltung ab 1950 nach Plänen von Adolf Muesmann und Georg Schiener, mit Ausstattung | D-7-61-000-984 Wikidata  | St. Stephan, ehemalige Damenstiftskirche, jetzt Benediktinerstiftskirche St. Stephan                                      |
| Unterer Graben 1, Stadtgraben (Standort)                                   | Ehem. Pumpenhaus, jetzt Kino                                                                                              | Zweigeschossiger Walmdachbau mit ehemaligem Werkstattgebäude parallel zum Stadtgraben und ehemaligem Turbinenhaus, im Kern 16. Jahrhundert, 1737, Veränderungen im 18./19. Jahrhundert Wehrgang, sogenannter Unterer Neuer Gang, brückenartige Verbindung zwischen Innenstadt und Jakobervorstadt, um 1758 Brücke, sogenannte Zirbelnuss-Kanal-Brücke, von C. Reichenbach, 1848                          | D-7-61-000-1040          | Ehem. Pumpenhaus, jetzt Kino                                                                                              |